# Pistolet maszynowy FAMAE SAF
FAMAE SAF – pistolet maszynowy produkowany od 1993 roku przez FAMAE (Fábricas y Maestranzas del Ejército), państwową chilijską fabrykę broni strzeleckiej. Jest używany przez chilijskie siły zbrojne i policję, oraz eksportowany. Także portugalska paramilitarna policja Republican National Guard (GNR – Guarda Nacional Republicana) i straż więzienna (Guarda Prisional) używają FAMAE SAF. W GNR 4500 SAF zastąpiło starsze pistolety maszynowe, oraz częściowo karabiny automatyczne G3.
Konstruując SAF wykorzystano zmodyfikowane podzespoły karabinu SIG SG 540 produkowanego od 1980 roku na licencji w Chile. SAF przypomina skróconego SIG 540 w którym ryglowany przez obrót zamek zastąpiono zamkiem swobodnym.
SAF jest produkowany w czterech wersjach: standardowej z kolbą stałą z polimeru, standardowej z rurową, metalową kolbą składaną na lewą stronę broni, wytłumionej z zintegrowanym tłumikiem dźwięku i kolbą składaną, oraz Mini-SAF. Mini-SAF, który ma skróconą lufę o długości 12 cm, nie ma kolby (istnieje możliwość przyłączenia standardowej składanej kolby) i pionowy chwyt przedni. Mini-SAF może być zasilany ze standardowych magazynków 30-nabojowych, ale specjalnie dla tej wersji powstały krótsze magazynki 20-nabojowe.

## Opis
SAF jest bronią samoczynno-samopowtarzalną, działająca na zasadzie odrzutu zamka swobodnego. Strzela z zamka zamkniętego. SAF jest wyposażony w zatrzask zespołu ruchomego, zatrzymujący go w tylnym położeniu po wystrzeleniu ostatniego naboju. Komory spustowa i zamkowa wykonane są ze stali. Chwyt pistoletowy i kolba wykonane są z polimeru. Magazynki wykonane są z transparentnego tworzywa sztucznego, dzięki czemu możliwe jest kontrolowanie liczby naboi w magazynku. Magazynki są wyposażone w wystające występy na jednym boku i w odpowiednie zatrzaski na drugim, dzięki czemu można je łączyć razem. Wersja kalibru.40 S&W wyposażona jest w magazynki ze stali o pojemności 30 naboi. Mechanizm spustowy SAF ma cztery ustawienia: zabezpieczony, pojedynczy strzał, seria 3 strzały, ogień ciągły. Istnieją wersje pozbawione możliwości strzelania ogniem ciągłym i seriami (samopowtarzalne) przeznaczone na rynek cywilny. SAF wyposażony jest w mechaniczne przyrządy celownicze składające się z muszki w osłonie i celownika bębnowego.